# Vasculomyces xanthosomatis
Vasculomyces xanthosomatis är en svampart som beskrevs av S.F. Ashby 1913. Vasculomyces xanthosomatis ingår i släktet Vasculomyces, divisionen sporsäcksvampar och riket svampar.   Inga underarter finns listade i Catalogue of Life.